# Meganekko
Meganekko (japanische Schreibweisen unter anderem 眼鏡っ子 und メガネっ娘) ist ein Kompositum in der japanischen Sprache und bezeichnet ein Brille tragendes Mädchen. Es setzt sich aus den Worten megane (眼鏡, „Brille“, auch in Hiragana-Schreibweise めがね oder Katakana-Schreibweise メガネ anzutreffen) und ko (子, „Kind“, oder 娘, eigentlich musume, „Tochter“ oder „Mädchen“) zusammen.
Ebenso ist Meganekko aber auch die Bezeichnung eines bestimmten Charakterarchetyps in Werken der japanischen Populärkultur.

## Charakterarchetyp Meganekko

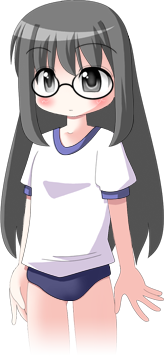
Die Brille als Ausdruck von Introversion und Unbeholfenheit.

In Werken der japanischen Populärkultur ist das Verhalten des Brille tragenden Mädchens meist durch Introversion und Intelligenz gekennzeichnet. Dabei tritt die Funktionalität der Brille in den Hintergrund, da sie nur ein kennzeichnendes Accessoire ist. Diese Mädchen repräsentieren also mehr oder weniger das Klischee des belesenen Bücherwurms. Durch ihre unschuldige und sittsame Ausstrahlung haben sie bei einem gewissen Teil des japanischen Publikums ein gewisses Moe-Potential.
Innerhalb des Spektrums der Meganekkos finden sich zwei wesentliche Randausprägungen (Stereotype). Diese spiegeln sich zumeist direkt in der Gestaltung der Brille wider.
Recht unbeholfene Mädchen, die besonders niedlich und schüchtern wirken sollen, tragen Modelle, die eine rundliche Form besitzen und deren Gläser im Verhältnis ziemlich groß sind. Der Brillenrahmen ist hingegen nur sehr schwach ausgeprägt und wird beim Zeichnen teilweise sogar weggelassen. Ein typischer Vertreter ist beispielsweise Mimi Usa aus Kodomo no Jikan. Sie ist im Vergleich zu ihren Mitschülerinnen zwar sehr intelligent und besonders weit entwickelt, aber dennoch, insbesondere in sexuellen Angelegenheiten, sehr naiv und unerfahren.
Der Gegenpol zu diesem Typus sind Mädchen, die als streng charakterisiert werden, eine Vorbildrolle ausfüllen und oft Hintergedanken hegen. Ihre äußere Erscheinung ist durch eine eher eckige, schmal geformte Brille geprägt, die zudem über einen kräftigen Rahmen verfügt. Beispiele hierfür wären Mai Minakami aus Nichijou oder auch Nodoka Manabe aus K-On!, die beide die Rolle der Klassensprecherin übernehmen und entsprechend zielstrebig sind.
Ebenso gibt es zahlreiche Mischformen. So ist z. B. die Brille von Yuki Nagato aus Die Melancholie der Haruhi Suzumiya eher eine Mischung dieser beiden Typen. Dennoch ist sie ein stark introvertierter Bücherwurm, hinter dem mehr steckt als ein stilles Mädchen und die die Brille überhaupt nicht nötig hätte.

## Männliches Äquivalent
Jungen und männliche Charaktere, die eine Brille tragen, werden hingegen schlicht als megane oder ausführlicher als megane otoko oder megane danshi (メガネ 男子) bezeichnet.